# Pelecopsis denisi
Pelecopsis denisi är en spindelart som beskrevs av Brignoli 1983. Pelecopsis denisi ingår i släktet Pelecopsis och familjen täckvävarspindlar. Inga underarter finns listade i Catalogue of Life.